# Září 2018

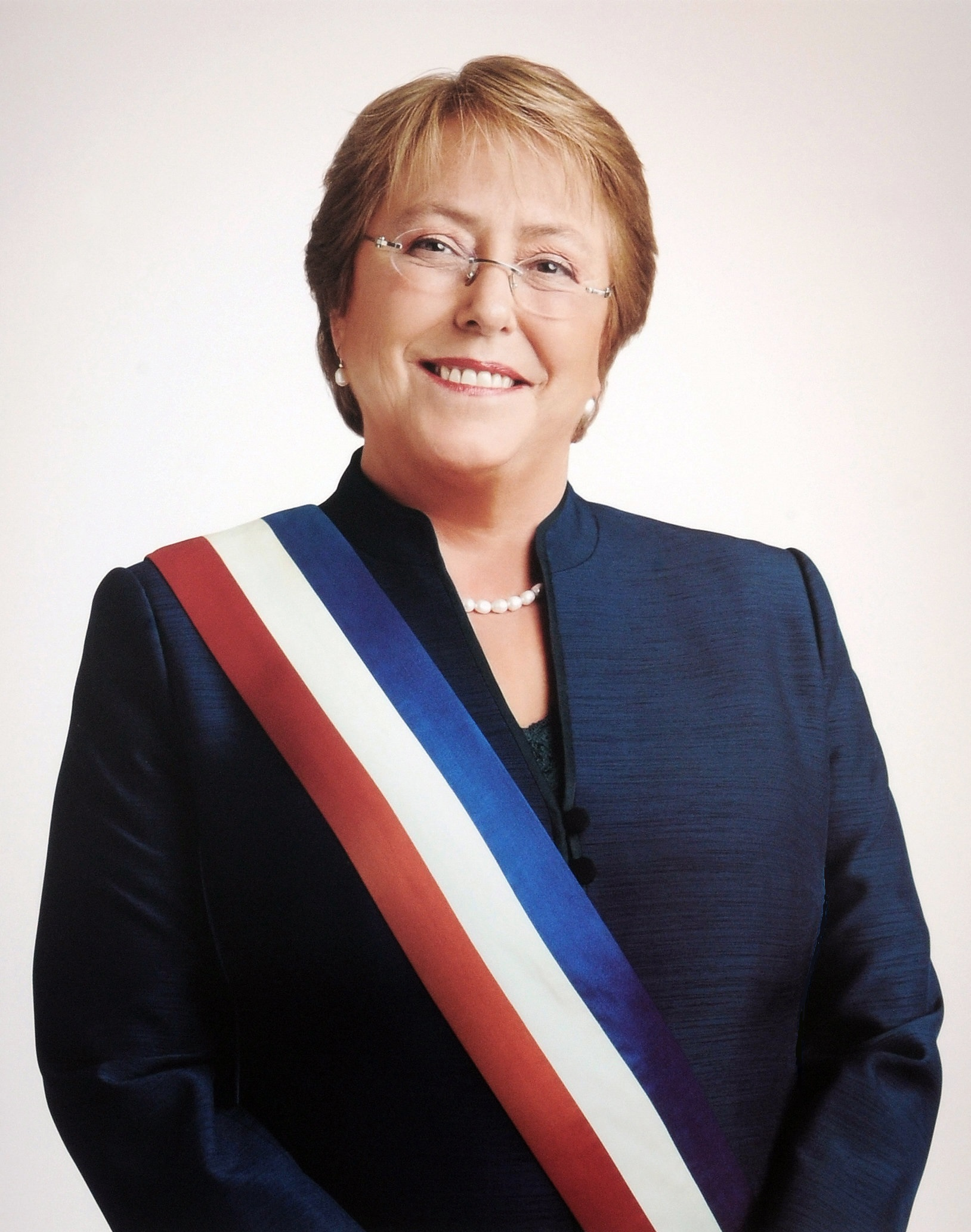
Michelle Bacheletová

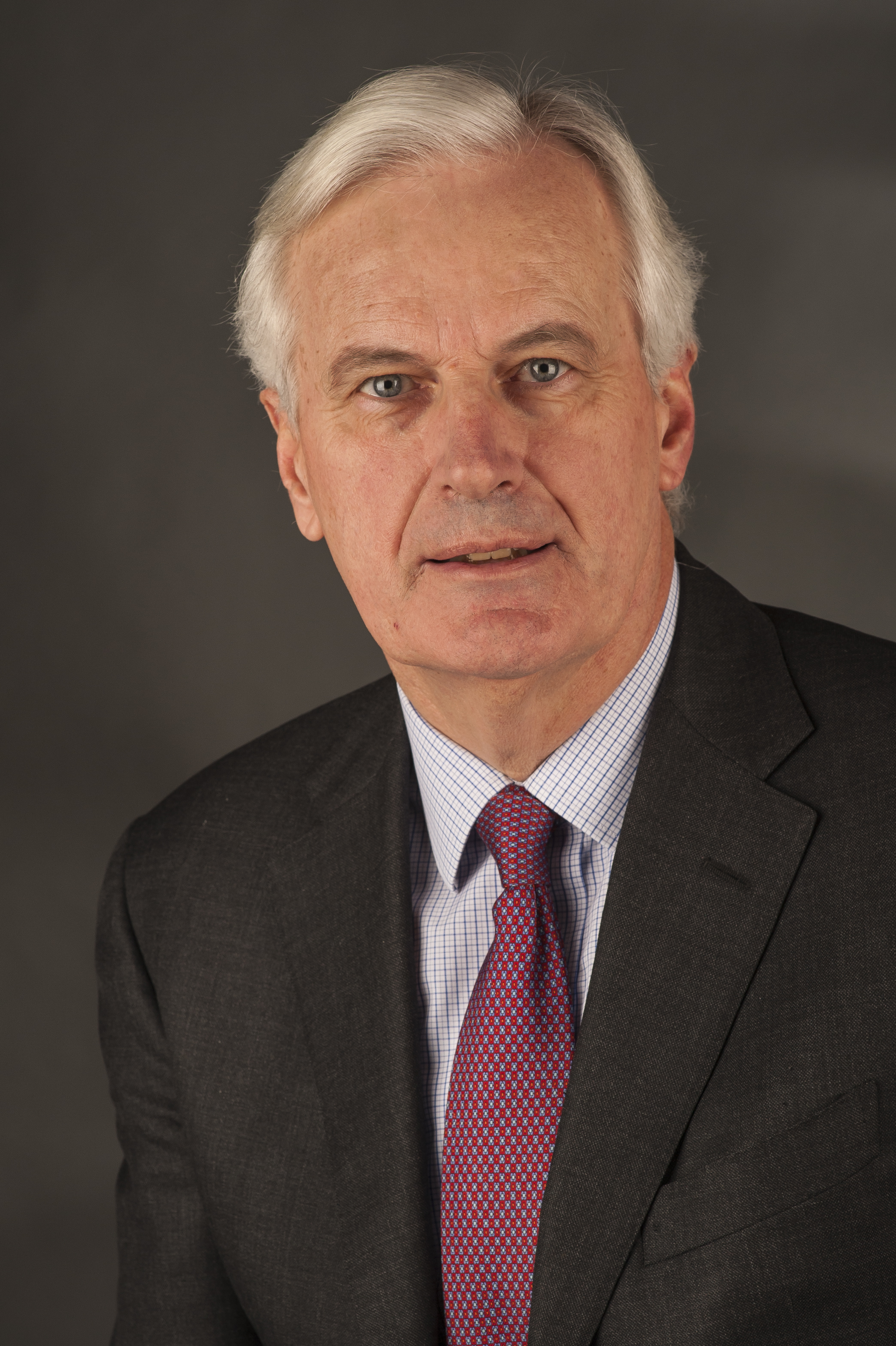
Michel Barnier

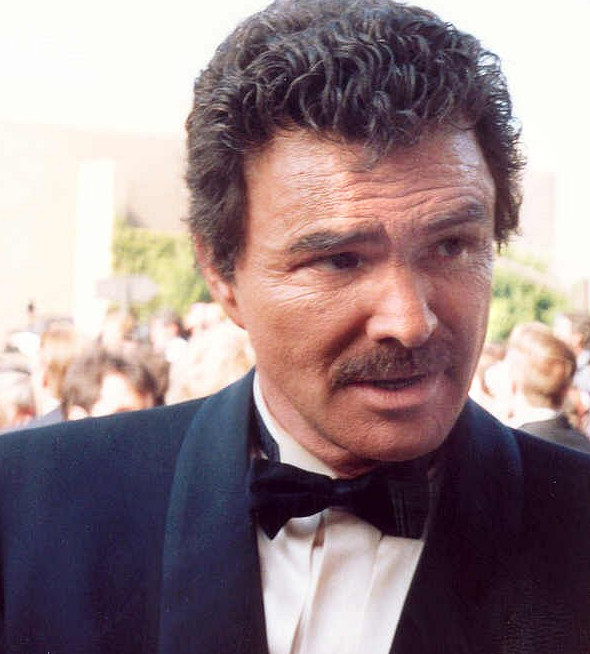
Burt Reynolds

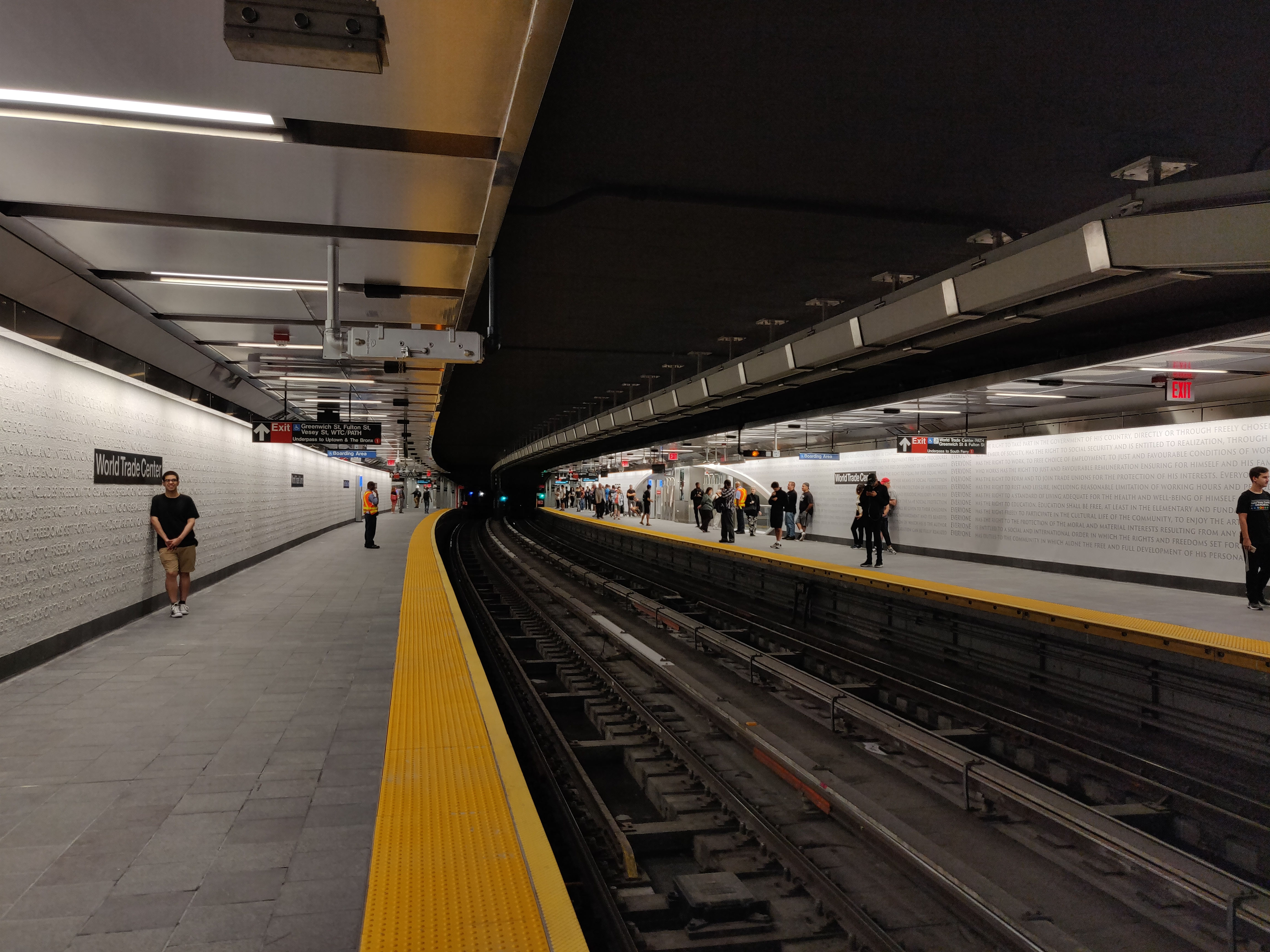
Newyorská stanice metra Cortlandt Street

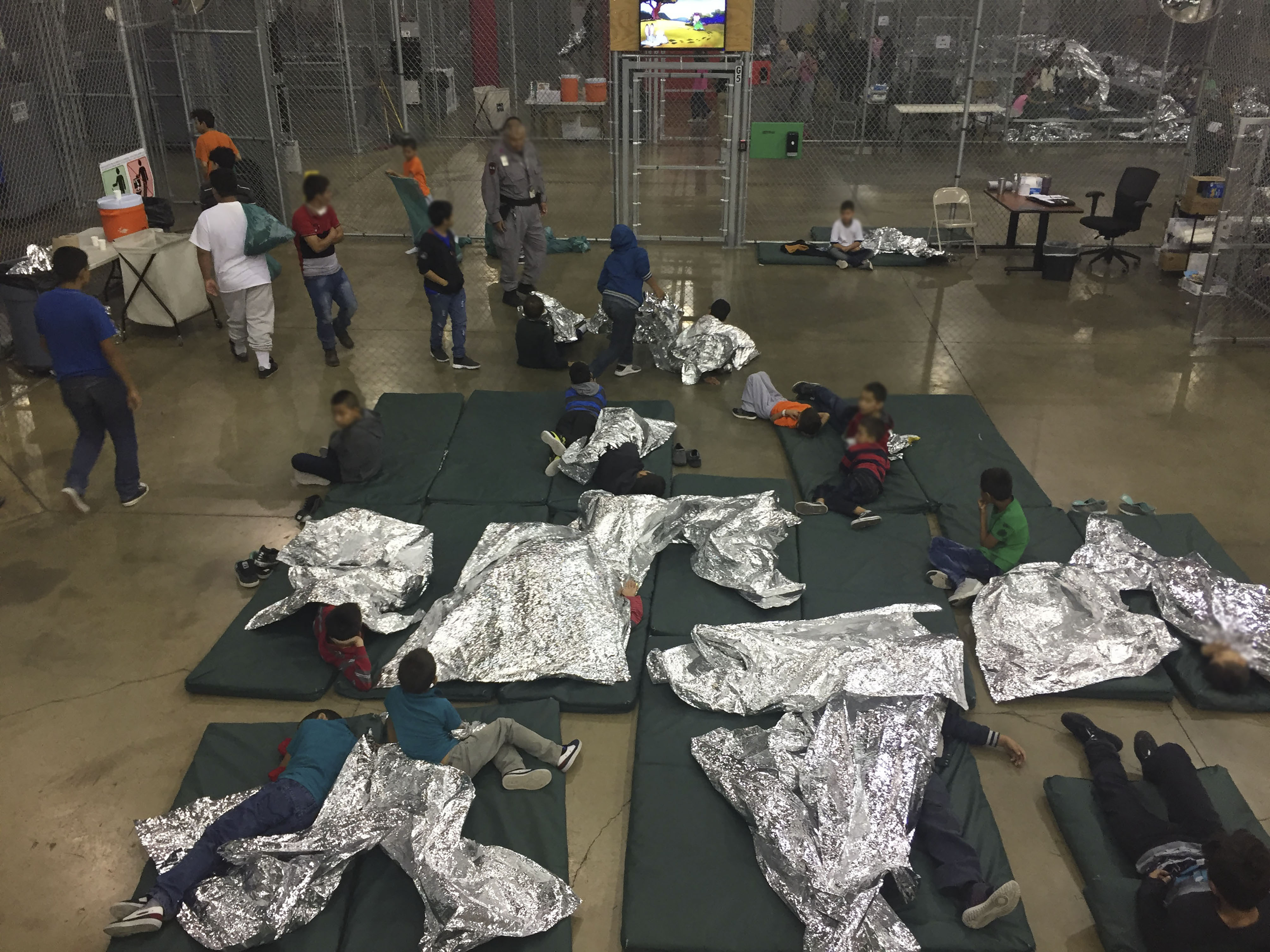
Ilegální imigranti

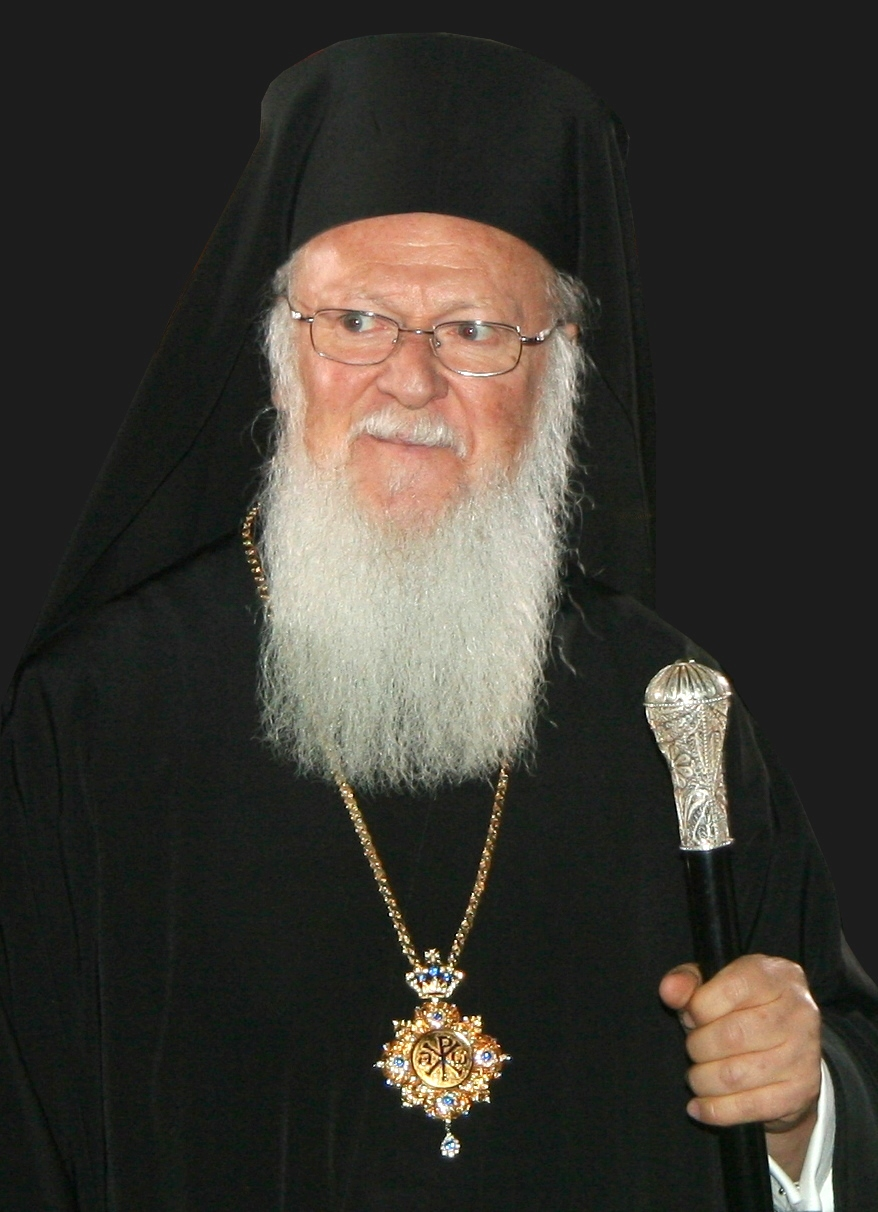
Bartoloměj I.

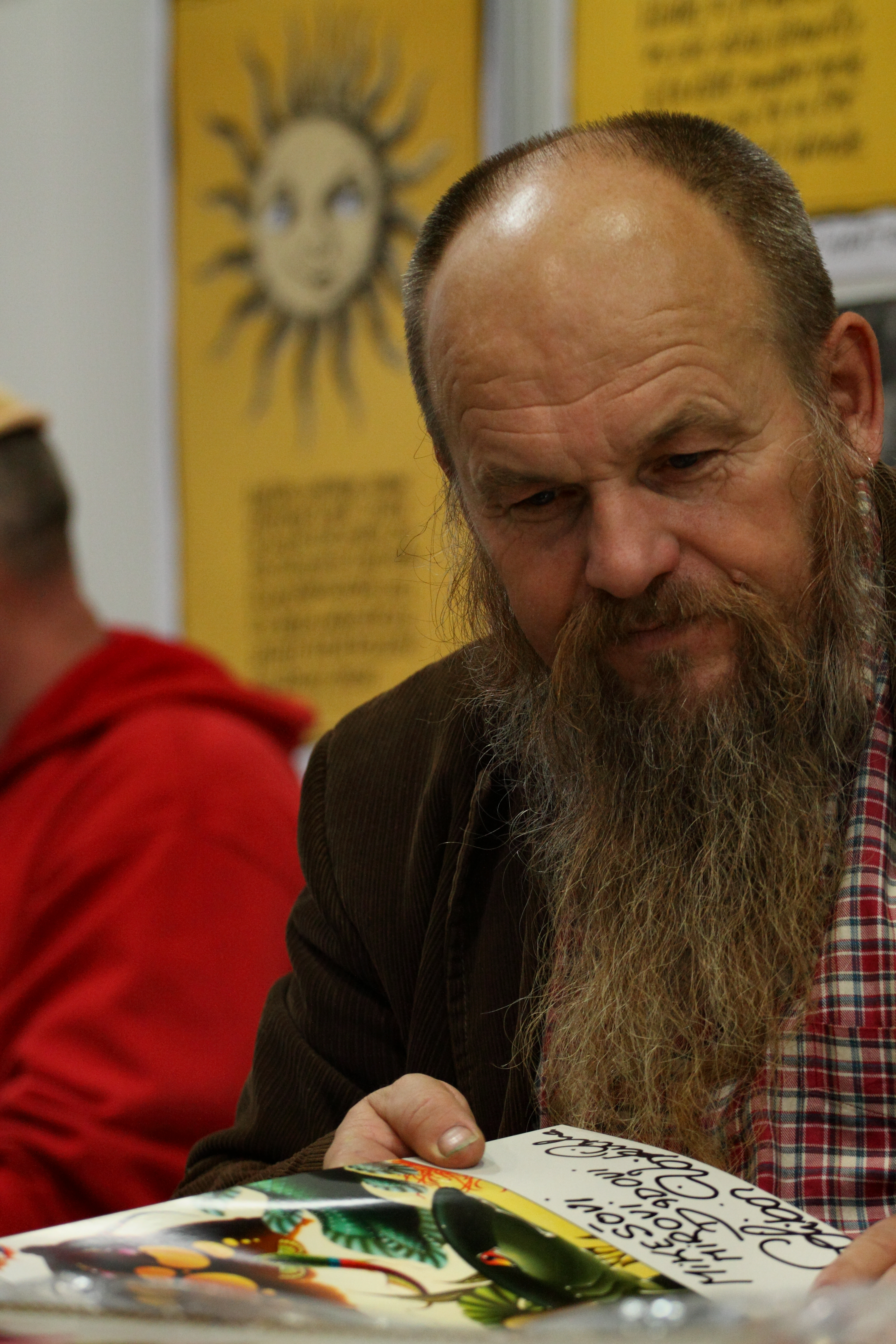
Libor Vojkůvka

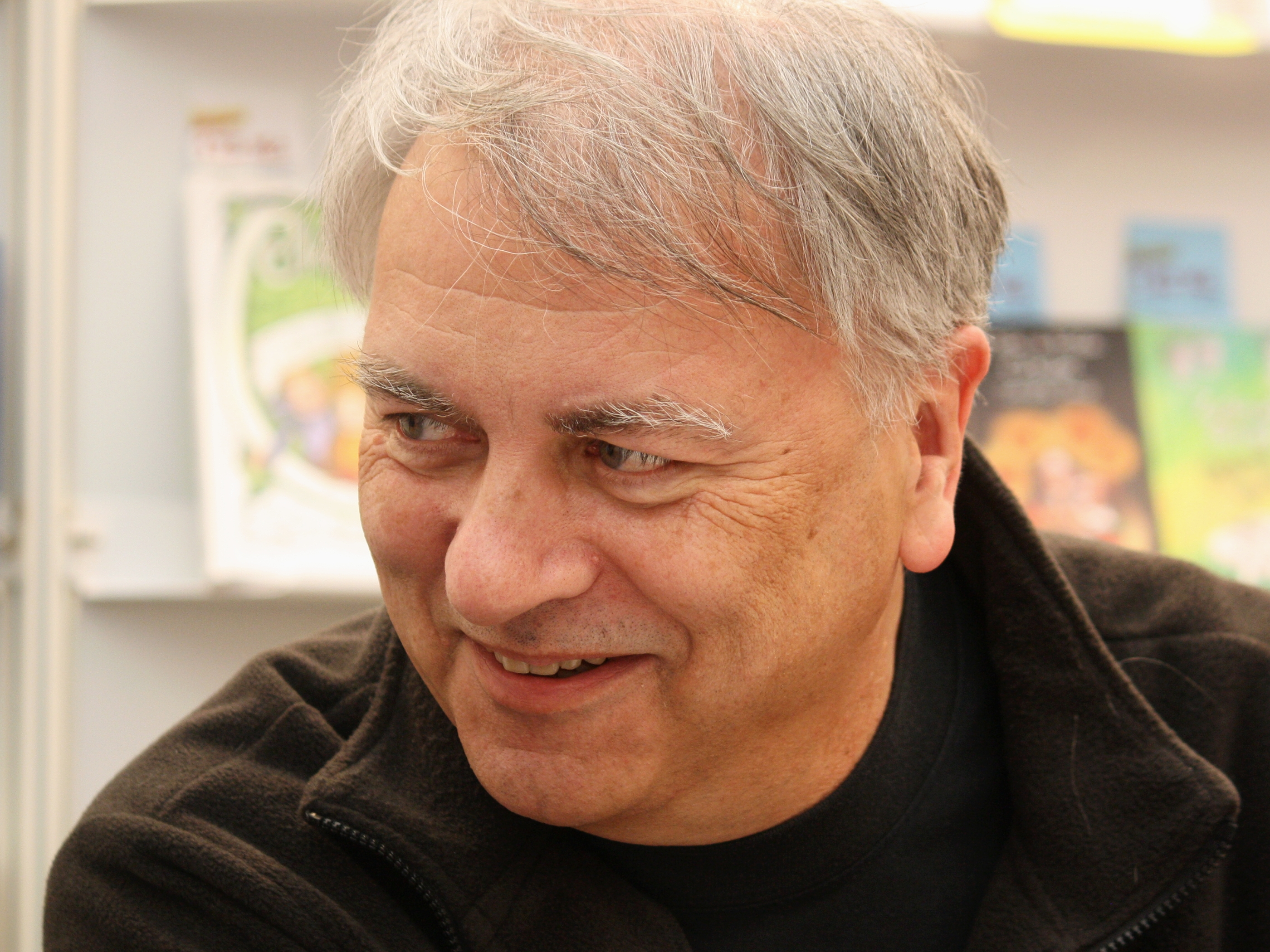
Pavel Toufar

Toto je archivovaný článek z portálu Aktuality.
1. září – sobota
 Michelle Bacheletová (na obrázku) byla jmenována novou Vysokou komisařkou OSN pro lidská práva.
 V Košicích byla blahořečena Anna Kolesárová, kterou v roce 1944 zavraždil příslušník Rudé armády, protože mu nebyla po vůli.
 Spojené státy americké ukončily financování Úřadu OSN pro palestinské uprchlíky na Blízkém východě.
 Při požáru v průmyslovém areálu poblíž bavorského města Ingolstadtu bylo zraněno osm lidí a kolem 2 000 bylo evakuováno. Areálem prochází také ropovod IKL spojující Ingolstadt, Kralupy nad Vltavou a Litvínov.
2. září – neděle
 Požár Brazilského Národního muzea v Riu de Janeiru zničil kolem dvaceti milionů předmětů včetně archeologických nálezů a historických památek. Muzeum bylo založeno v roce 1818 a je nejstarší vědeckou institucí v zemi. 
3. září – pondělí
 Brexit: Hlavní vyjednavač Evropské unie Michel Barnier (na obrázku) vyjádřil „silný odpor” vůči současné podobě Brexitu podle britské premiérky Theresy Mayové. Navrhované přijetí společných pravidel pro výměnu zboží, ale nikoli služeb, není podle Barniera v unijním zájmu.
4. září – úterý
 Děti a těhotné ženy byly evakuovány z krymského města Armjansk na Perekopské šíji kvůli rozsáhlému úniku toxických plynů, především oxidu siřičitého ze závodu na výrobu oxidu titaničitého, který úřady následně uzavřely.
 Nejhorší případ masového zabíjení slonů v Africe se odehrál v posledních několika měsících v Botswaně Téměř devět desítek slonů bylo zabito pytláky poté, co úřady rozhodly o odzbrojení speciální vládní jednotky určené k boji s pytláctvím.
 Mimořádně silný tajfun Jebi zasáhl jižní břeh japonského ostrova Šikoku, západ největšího ostrova Honšú a je zasažena také Ósaka, druhé největší japonské město.
5. září – středa
 Český premiér Andrej Babiš navštívil sousední Německo. Během rozhovorů s německou kancléřkou Angelou Merkelovou zdůraznil, že česká vláda v otázce řešení evropské migrační krize trvá na tom, že nebude přijímat uprchlíky podle navrhovaných upchlických kvót.
6. září – čtvrtek
 Japonský ostrov Hokkaidó zasáhlo silné zemětřesení o síle 6,6 až 6,7 stupňů Richterovy stupnice. Způsobilo masivní sesuvy půdy, zemřelo při něm 44 lidí a na 700 dalších utrpělo zranění.
 Ve věku 82 let zemřel americký herec a režisér Burt Reynolds (na obrázku).
 Británie označila dva ruské občany za strůjce pokusu o vraždu Sergeje a Julije Skripalových.
7. září – pátek
 Na oficiální státní návštěvu České republiky přijel indický prezident Rám Náth Kóvind. Během rozhovorů s českým prezidentem, premiérem, členy vlády a zástupci Parlamentu ČR projednává možné formy budoucí politické, ekonomické a vědecké spolupráce obou států.
8. září – sobota
 Premiér Abcházie Gennadij Gagulija zemřel na následky zranění utrpěných při automobilové nehodě. Bylo mu 70 let.
 Český letecký akrobat Roman Kramařík po 46 dnech jako první Čech oblétl zeměkouli v jednomotorové Cessně P210N. Nalétal přitom více než 40 000 kilometrů a přijal ho i tibetský duchovní vůdce dalajláma.
9. září – neděle
 První zařízení organizace The Ocean Cleanup („úklid oceánu“), které by mělo sbírat plastový odpad v Tichém oceánu, vyplulo ze San Francisca. Systém nyní putuje k takzvané velké pacifické skládce mezi Kalifornií a Havajskými ostrovy, kde podle odhadů vědců pluje na 1,8 bilionu kusů plastu.
10. září – pondělí
 Stanice newyorského metra Cortlandt Street (na obrázku) byla sedmnáct let po útocích z 11. září 2001 znovu otevřena.
 Švédští sociální demokraté stávajícího premiéra Stefana Löfvena získali nejvíce hlasů ve švédských parlamentních volbách. Posílení o několik procent zaznamenala antiimigrační strana Švédští demokraté.
 Ministerstvo zahraničí USA nařídilo uzavření zastupitelského úřadu Organizace pro osvobození Palestiny ve Washingtonu.
11. září – úterý
 V Rusku začalo vojenské cvičení Východ 2018, jehož se účastní na 300 000 ruských vojáků, 36 000 tanků a obrněných vozidel a víc než tisíc letadel, vrtulníků a dronů. Ke cvičení byly přizvány i vojenské jednotky Číny a Mongolska.
12. září – středa
 Evropský parlament přijal většinou hlasů doporučení, aby Evropská komise zahájila sankční řízení vůči Maďarsku podle článku 7 Smlouvy o Evropské unii.
 Nejméně devět lidí bylo zabito při útoku automobilem v čínském městě Cheng-jang.
 Při sebevražedném atentátu na demonstraci ve východoafghánské provincii Nangarhár zahynulo 68 lidí a 165 dalších bylo zraněno. Tato oblast je jednou z hlavních bašt teroristické organizace Islámský stát (IS) v zemi.
13. září – čtvrtek
 V internačních střediscích amerického ministerstva vnitřní bezpečnosti je podle informací deníku New York Times zadržováno 12 800 dětských ilegálních migrantů , což je největší počet v historii země.
 Sedm turistů, včetně čtyř Čechů, bylo zraněno při zhroucení části útesu na řeckém ostrově Zakynthos.
14. září – pátek
 K pobřeží Severní Karolíny dorazil hurikán Florence. Očekávají se sesuvy půdy, rozsáhlé záplavy a výpadky elektrické energie.
 Severovýchodní pobřeží Filipín zasáhl tajfun Mangkhut, jehož sílu lze srovnat s pátou, nejvyšší kategorii hurikánů. Varování před vycházením z domovů obdrželo 5 milionů lidí.
15. září – sobota
 Ukrajinská krize: Ruská pravoslavná církev přerušila veškeré styky s Konstantinopolským patriarchátem poté, co patriarcha Bartoloměj I. (na obrázku) jmenoval své velvyslance při Kyjevském patriarchátu. Krok je vnímán jako příprava na uznání autonomie Ukrajinské pravoslavné církve.
 Do Celosvětového úklidového dne se v České republice zaregistrovalo přes 3300 jednotlivých dobrovolnických akcí.
 Ve věku 59 let zemřel Bohumil Kulínský, bývalý sbormistr Bambini di Praga.
18. září – úterý
 Syrská protivzdušná obrana omylem sestřelila ruský průzkumný letoun Iljušin Il-20, následkem čehož zemřelo 15 ruských vojáků. Letoun byl zničen během úderu Izraelského letectva na cíle v syrském městě Latákie.
 Ve věku 46 let zemřel Vláďa Šafránek, bývalý zpěvák skupin Harlej nebo Walda Gang.
19. září – středa
 Český prezident Miloš Zeman s manželkou odcestoval na třídenní oficiální návštěvu Německa.
 V Nižněnovgorodské oblasti havaroval stíhací letoun MiG-31 Vzdušně-kosmických sil RF. Oba piloti se katapultovali.
21. září – pátek
 Ve věku 71 let zemřel Libor Vojkůvka (na obrázku) , malíř, cestovatel, fotograf, lidový bavič, entomolog a písmák.
 Při bouřkách v Čechách zemřel jeden člověk a další utrpěl zranění. Silný vítr na čele bouřkové linie lámal stromy a poškozoval střechy budov. Na Praze-Karlově dosáhl vítr rychlosti 29 m/s (104 km/h) a v Unhošti 32,7 m/s (117 km/h).
 Ve věku 61 let zemřel vietnamský prezident Trần Đại Quang .
23. září – neděle
 Tento den začal astronomický podzim. Ve 3:54 nastala podzimní rovnodennost.
26. září – středa
 Ve věku 70 let zemřel Pavel Toufar (na obrázku), český spisovatel, novinář a propagátor kosmonautiky.
28. září – pátek
 Nejméně 1407 lidí zemřelo kvůli zemětřesení o síle 7,5 stupně, které zasáhlo jižní část poloostrova Minahasa na ostrově Sulawesi. Zhruba pětimetrová vlna tsunami následně zasáhla město Palu a další obce v provincii Střední Sulawesi.
 Stíhací letoun páté generace F-35 patřící USMC se zřítil v okrese Beaufort v Jižní Karolíně. Pilot se katapultoval a vyvázl bez zranění.
 Po více než šestiměsíční opravě byl znovu spuštěn staroměstský orloj, touto událostí zároveň začaly oslavy 100 let Československa.
29. září – sobota
 České ministerstvo zahraničí vydalo varovaní před medikánem Zorbas, který přinesl přívalové deště na řecký poloostrov Peloponés. Lodní doprava v zemi je kvůli silnému větru a vlnobití přerušená.